# Pfarrkirche Göllersdorf

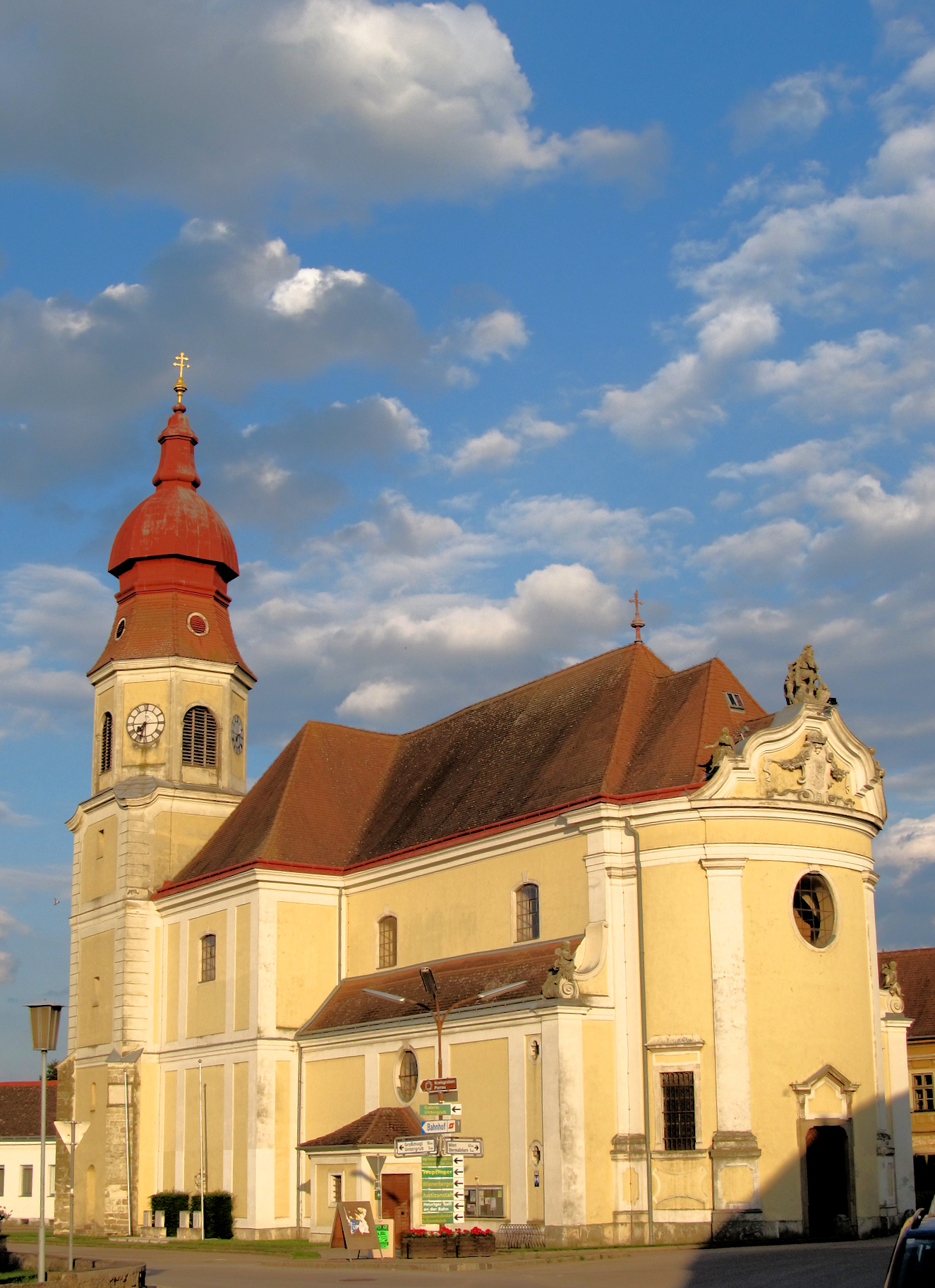
Die Pfarrkirche Göllersdorf von Nordwest

Die Pfarrkirche Göllersdorf ist eine römisch-katholische Kirche in Göllersdorf (Niederösterreich). Der spätbarocke Bau mit Nordturm steht im Ortszentrum am östlichen Ende des Hauptplatzes und ist dem heiligen Martin geweiht.
Die Kirche gehört zum Dekanat Hollabrunn im Vikariat Unter dem Manhartsberg und steht unter Denkmalschutz.

## Geschichte
Die Pfarre Göllersdorf wurde erstmals im Jahre 1356 urkundlich erwähnt. Bis zu diesem Zeitpunkt teilte Göllersdorf die Geschichte von Hausleiten, der früheren Mutterpfarre. Die erstmalige urkundliche Erwähnung einer Kirche stammt aus dem Jahre 1456, als über einen Kirchenbau als „Stiftung von Katharina Heusloder“ berichtet wurde. Diese Kirche war der gotische Vorgängerbau der heutigen Kirche. Sie hatte vier Altäre und diente auch als Begräbnisstätte. Zwischen 17. Oktober 1594 und 31. März 1712 konnten insgesamt sieben Bestattungen nachgewiesen werden, die in der Kirche erfolgt sind.
Während der Reformationszeit war die ganze Gemeinde protestantisch, ehe sie unter Wolf von Puchheim im Jahre 1611 wieder katholisch wurde.
Im Jahre 1740 erhielt Johann Lukas von Hildebrandt von Friedrich Karl Reichsgraf von Schönborn-Buchheim den Auftrag zum Um- und Neubau der Kirche unter Verwendung der noch brauchbaren Bausubstanz. Schon am ersten Adventsonntag des Jahres 1741 konnte die Kirche konsekriert werden.
Die Kirche wurde mehrmals, zuletzt in den Jahren 1900 und 2000, renoviert.

## Baubeschreibung

### Außen
Die Westfassade hat einen zylindrisch vorgerundeten hochstrebenden Fassadenkörper, der durch Riesenpilaster mit Abschlussgebälk gegliedert und von einem gemischtlinigen Knickgiebel bekrönt wird. Auf dem Giebel mit flankierenden allegorischen Sitzfiguren ist eine Wappenkartusche Schönborn und eine Aufsatzgruppe des heiligen Martin zu Pferd mit dem Bettler.
Ein Portal mit dreieckiger Giebelverdachung auf gestelzten Volutenkonsolen und rautenförmig aufgedoppelten Türflügeln mit Beschlägen aus der Bauzeit erschließt den Kirchenraum. Darüber ist ein großer ovaler Okulus. In den Seitenachsen der Westfassade sind Rechteckfenster mit geraden Fensterverdachungen und Sohlbänken.
Der Bau ist durch eine niedrigere Kapellenreihe und ausragende Querarme gestaffelt und durch Lisenen gegliedert. Die Seitenkapellen haben Volutenanläufe, Pultdächer und Portalvorbauten mit Walmdächern. Über dem Dachfirst jedes der beiden Portalvorbauten ist ein Okulus der jeweiligen Seitenkapelle und im darüber liegenden Obergaden sind zwei Segmentbogenfenster. Auf gleicher Höhe ist an jedem der Querarme ebenfalls ein Segmentbogenfenster. Südseitig ist eine mit „1741“ bezeichnete Sonnenuhr.
Der eingezogene gotische Chor aus der zweiten Hälfte des 15. Jahrhunderts mit Dreiseitschluss hat abgetreppte Strebepfeiler mit Wasserschlägen und ein umlaufendes Kaffgesims. An den beiden seitlichen Achsen ist je ein barocker Fensterausschnitt und an allen drei Achsen sind ovale Blendfenster.
Der Nordturm seitlich des Chores ist in den unteren drei Geschoßen im Kern spätgotisch und durch eine Eckquaderung und Gesimse gegliedert. Im Erdgeschoß sind Eckstrebepfeiler mit Wasserschlägen. Das oktagone Schallgeschoß mit rundbogigen Schallfenstern hat einen Zwiebelhelm, der von einer Turmkugel mit Patriarchenkreuz bekrönt wird.

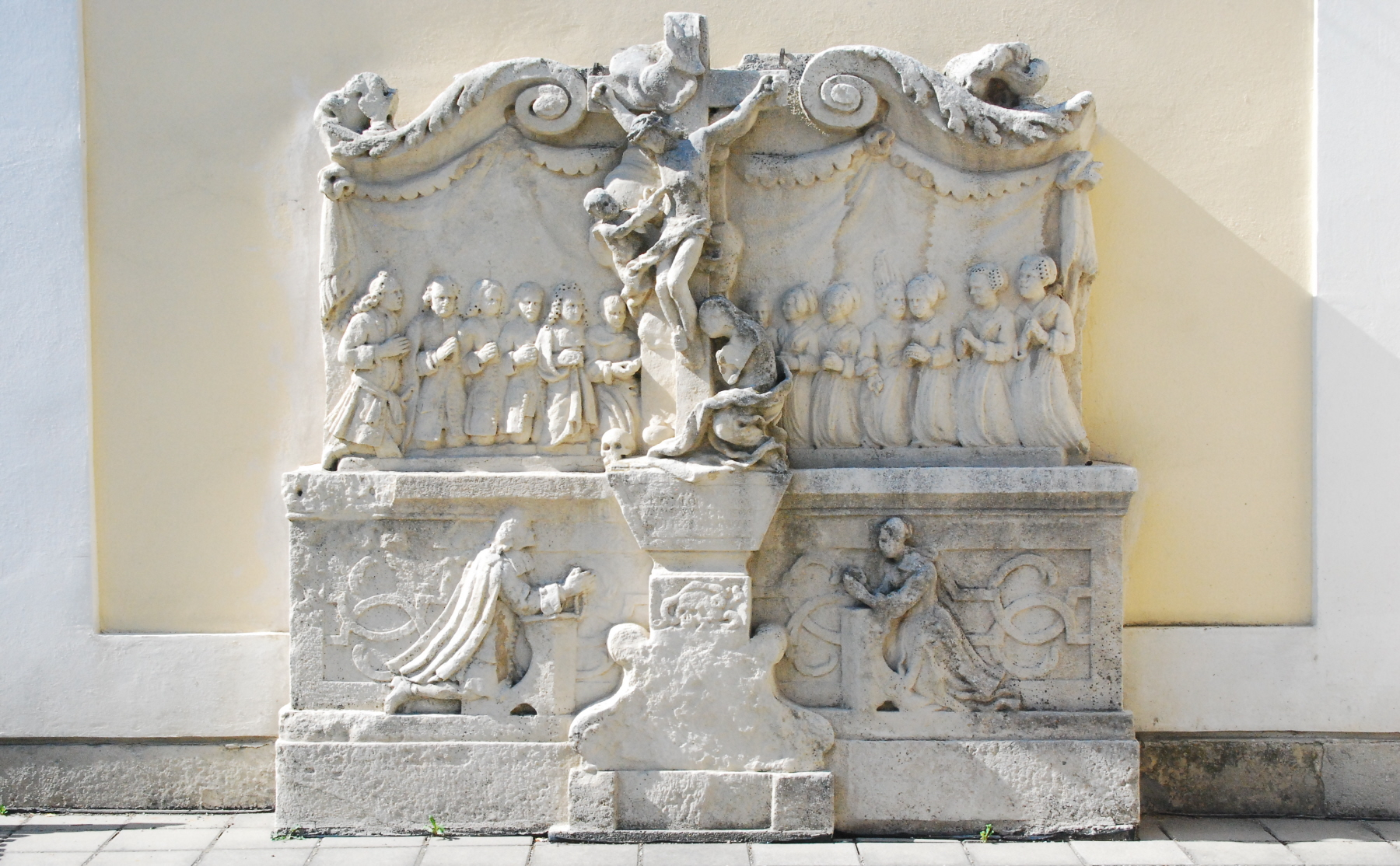
Sandsteinepitaph an der Kirchenfassade

An der Südseite des Chores ist ein zweigeschoßiger Sakristei- und Oratoriumsanbau mit Faschen- und Gesimsgliederung. Im Erdgeschoß befindet sich ein beschlagenes Portal aus der Umbauzeit der Kirche. Das Obergeschoß aus der Zeit um 1785 ist durch einen Schwibbogen mit dem Pfarrhof verbunden.
An der Fassade ist ein verwittertes spätgotisches Relief des heiligen Martin mit dem Bettler, eine Rotmarmorgrabplatte mit dem Wappen Puchheim aus dem 16. Jahrhundert und mehrere spätbarocke Sandsteingrabmäler aus dem 18. Jahrhundert mit verschiedenen Motiven. Ein mächtiges Sandsteinepitaph aus der ersten Hälfte des 18. Jahrhunderts zeigt auf dem Sockel ein betendes adeliges Paar und auf dem Aufsatz ein Kruzifix mit der heiligen Maria Magdalena flankiert von einer adeligen Familienreihe.

### Innen

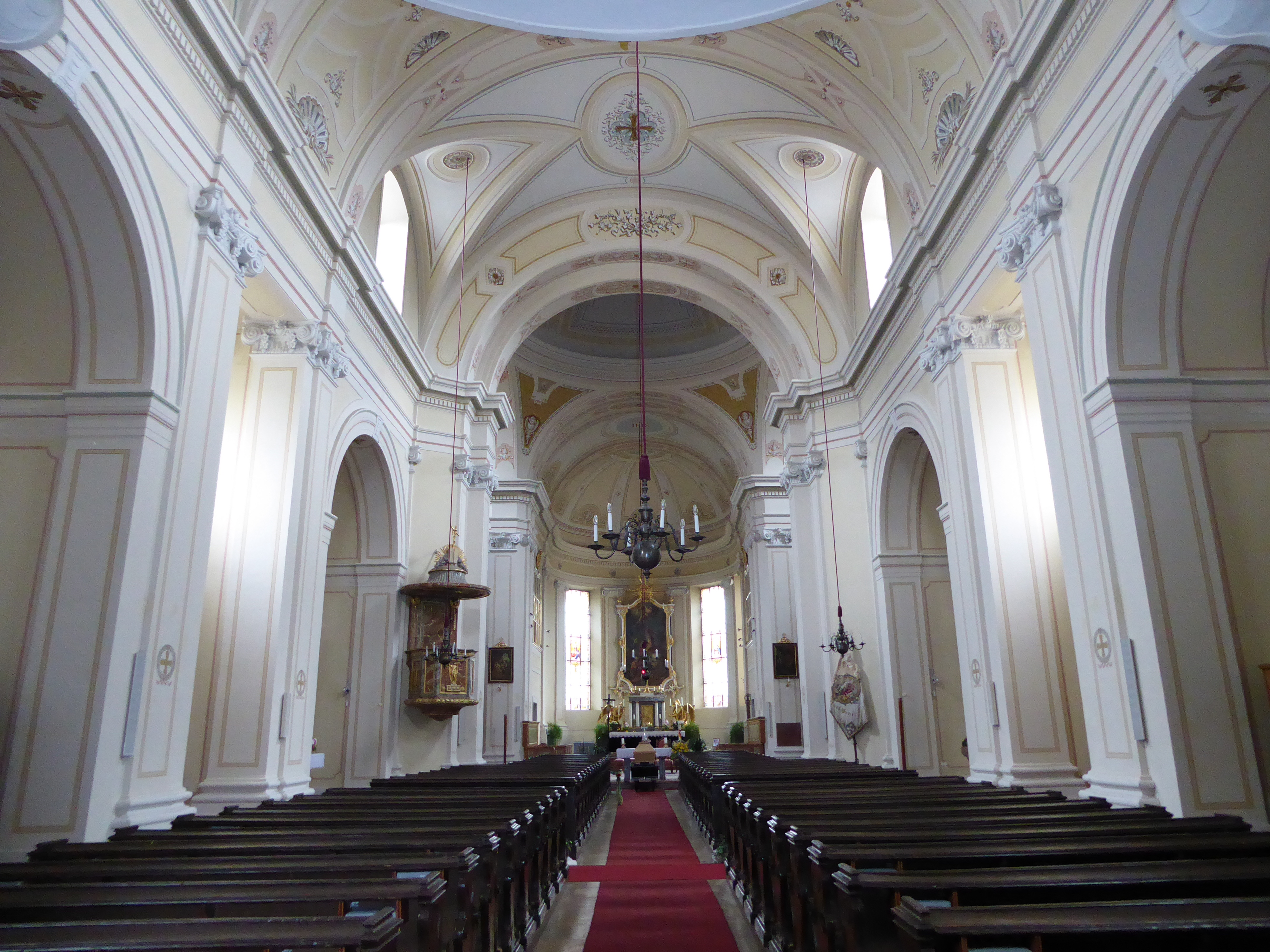
Innenansicht

Die Saalkirche besteht aus einem zweijochigen Langhaus mit Zwischenjoch und Seitenkapellen, der Kuppelvierung mit Querarmkapellen und dem Chor. Sie ist durch ionische Pilaster, ein umlaufendes Gebälk und Gurtbögen einheitlich gegliedert.
Das mit einer Stichkappe überwölbte Langhaus wird im Westen durch eine eingezogene Konche mit der Empore abgeschlossen. An den Seiten sind zwei rundbogige Kapellennischen mit Quertonnen und im Zwischenjoch gleich hohe Portalnischen. Ein eingezogener Triumphbogen bildet den Übergang zu einer querrechteckigen Vierung mit ovaler Pendentifkuppel, die sich in gleich hohe querarmartige Kapellenannexe mit Platzwölbungen zu beiden Seiten öffnet. Diese Anbauten sind durch Ausbuchtungen in der Breite der Anräume kulissenhaft angebunden.
Das Chorjoch hat ein Tonnengewölbe und endet in einer runden Apsis. Über den seitlichen Sakristeiportalen sind die Oratorienfenster mit einer Rahmung aus dem Ende des 18. Jahrhunderts mit bekrönendem Wappen Schönborn. Die schablonierte Neobarockausmalung und die Glasmalerei sind aus der Zeit um 1900.
Die Sakristei ist von einer Stichkappentonne überwölbt. Im nördlichen Turmoratorium sind Reste eines Kreuzrippengewölbes mit Wappenschlussstein und Konsolen aus der zweiten Hälfte des 15. Jahrhunderts.

## Ausstattung

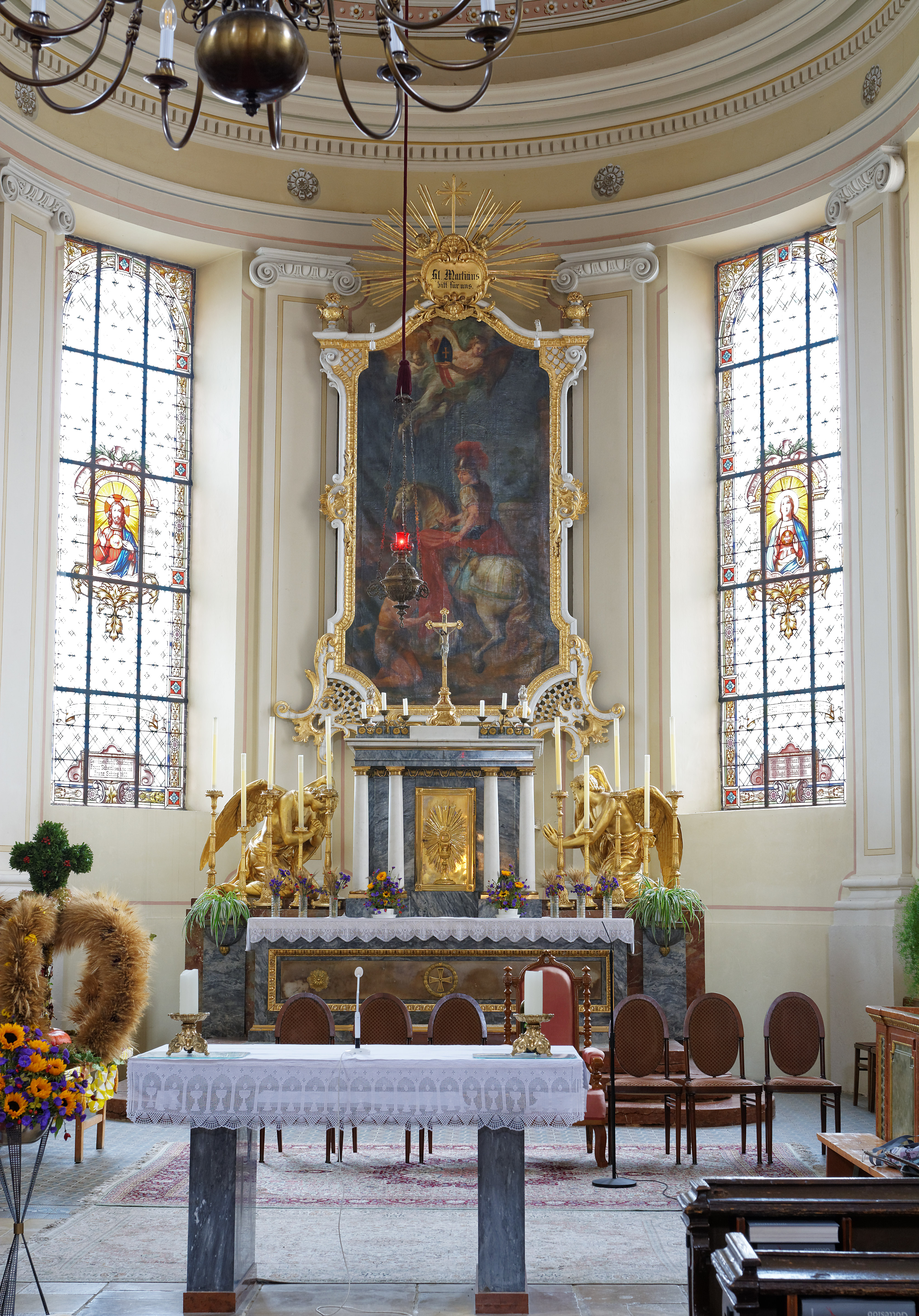
Hochaltar

Der Hochaltar hat eine freistehende Mensa mit klassizistischem Säulentabernakel und Adorationsengeln und wurde im Jahre 1784 von Benedikt Henrici geschaffen. Das frei hängende Altarretabel im Chorschluss aus der Mitte des 18. Jahrhunderts zeigt in einem Rokokorahmen ein Bild des heiligen Martin.
Die Querarmaltäre aus 1744/45 sind doppelsäulengegliederte marmorierte Nischenretabel mit geschwungenen Auszügen, die mit stuckierten Figurengruppen überblendet sind.
Auf dem Altarauszug des linken Querarmaltars ist die Glorie des heiligen Johannes Nepomuk mit Christus dargestellt. Flankierende Assistenzfiguren sind die Heiligen Franz von Assisi und Antonius von Padua. Der Auszug des rechten Altars zeigt Gottvater und eine Kreuzigungsgruppe mit den Assistenzfiguren Maria und Johannes.
Der Kapellenaltar hat ein Altarbild „Unterricht Mariae“ aus der Zeit vor 1749 vom Meister des Hochaltarblattes.
Die klassizistische Kanzel aus der Zeit um 1790 hat einen Polygonalkorb mit einem Christusrelief.
Zur Ausstattung zählen ein großes Kruzifix aus dem Jahre 1784 von Benedikt Henrici, Kreuzwegbilder aus dem Ende des 18. Jahrhunderts und ein Taufbecken mit einer achtseitigen marmorierten Haube aus der Zeit um 1690/1700. Weiters ein tempiettoförmiger Aussetzungsthron, das klassizistische Chorgestühl aus dem späten 18. Jahrhundert, das Kirchengestühl aus der Mitte des 18. Jahrhunderts und das Kapellengitter aus dem späten 18. Jahrhundert.
Im Besitz der Kirche befindet sich ein Kontrabass von Johann Stadlmann aus dem Jahre 1732 und ein Paukenpaar aus der Mitte des 18. Jahrhunderts.

### Orgel

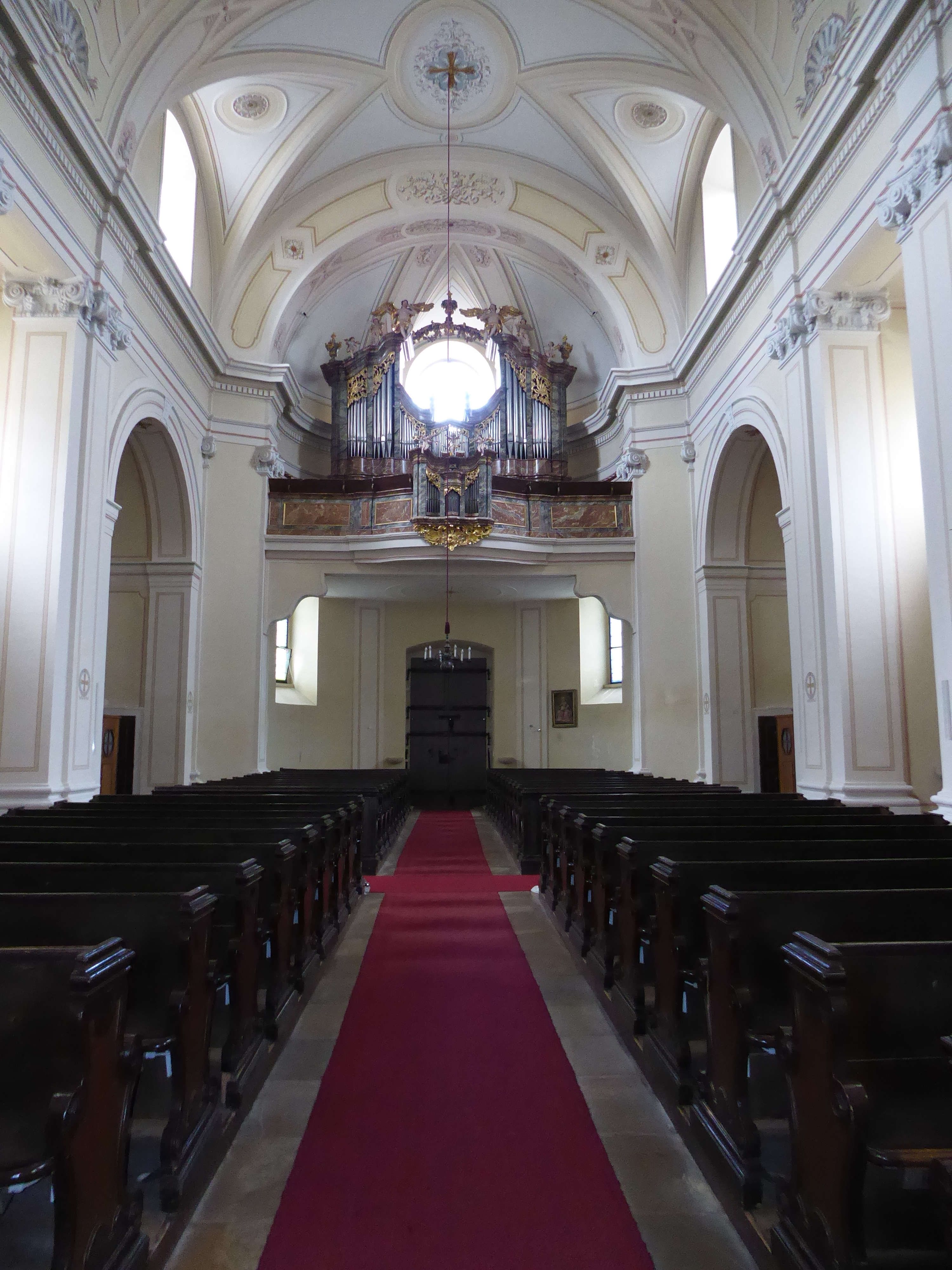
Innenraum mit Orgel

Die Orgel zählt zu den erhaltenen, teils veränderten Barockorgeln Niederösterreichs. Sie hat einen geschwungenen, siebenteiligen Prospekt mit Rückpositiv aus der Zeit nach 1749 mit bildhauerischem Schmuck vermutlich von Johann Trimbor, das Werk ist von Josef Silberbauer aus dem Jahr 1787. Das Instrument wurde mehrfach restauriert, so etwa von Benedikt Latzl, Josef und Johann Ullmann und von Oktober 2010 bis 2011 von der Orgelbaufirma Christoph Allgäuer. Das das rein mechanische Schleifladenstrument verfügt über 16 Register mit 658 Pfeifen, welche sich auf zwei Manuale und Pedal verteilen. Die tiefe Lage der Klaviaturen sind zeit- und regionaltypisch als kurze Oktave gebaut, das Pedal ist repetierend.
| I Hauptwerk C–c3 |            |       |
| 1.               | Principal  | 8′    |
| 2.               | Waldflöte  | 8′    |
| 3.               | Oktav      | 4′    |
| 4.               | Flöte      | 4′    |
| 5.               | Quinte     | 3′    |
| 6.               | Superoktav | 2′    |
| 7.               | Mixtur III | 1′    |
| 8.               | Cimbel I   | 1 ⁄2′ |

| II Rückpositiv C–c3 |           |    |
| 9.                  | Coppel    | 8′ |
| 10.                 | Dulciana  | 4′ |
| 11.                 | Principal | 2′ |
| 12.                 | Oktav     | 1′ |

| Pedal C–a0 |              |     |
| 13.        | Subbaß       | 16′ |
| 14.        | Violon Cello | 8′  |
| 15.        | Quint Baß    | 6′  |
| 16.        | Oktav Baß    | 4′  |

- Koppel: Manualschiebekoppel
- Stimmtonhöhe bei 15 °C: a1 = 445 Hz
- Temperatur: Modifiziert nach Valotti

### Glocken
Im Turm der Kirche befinden sich sechs Glocken. Drei davon gehören zum Hauptgeläut, die vierte wird als Totenglocke verwendet, die fünfte ist zwar aufgehängt, aber nicht mehr Benutzung und die sechste ist in der Glockenstube abgestellt.
| Nr. | Gewicht in Kg | Durchmesser in cm | Schlagton | Material   | Gießer               | Gussjahr |
| --- | ------------- | ----------------- | --------- | ---------- | -------------------- | -------- |
| 1   | 600           | 100               | g1        | Zinnbronze | Balthasar II. Herold | 1656     |
| 2   | 338           | 84                | b1        | Zinnbronze | Josef Pfundner       | 1950     |
| 3   | 172           | 65,5              | d2        | Zinnbronze | Josef Pfundner       | 1950     |
| 4   | 99,9          | 56                | f2        | Zinnbronze | Josef Pfundner       | 1962     |
| 5   | 70            | 50                | c³        | Gusseisen  | Ulrich & Weule       | 1918     |
| 6   | ?             | ?                 | ~c2       | Zink       | ?                    | ?        |